# GEOS 1
GEOS 1 (Geodetic Earth Orbiting Satellite; również: Explorer 29) – amerykański satelita geodezyjny, wysłany w ramach programu Explorer. Pierwszy działający satelita w ramach National Geodetic Satellite Program.